# Eurynora antepallida
Eurynora antepallida là một loài bướm đêm thuộc phân họ Arctiinae, họ Erebidae.